# Svend Hamann
Svend Hamann (født 8. oktober 1940) er en dansk skakspiller, international mester og Danmarksmester i skak i 1972.

## Karriere
I 1960'erne og 1970'erne var Svend Hamann en af de stærkeste danske skakspillere efter skakstormesteren Bent Larsen. I 1965 blev hn International mester fra FIDE. I 1971 vandt han en sølvmedalje ved danmarksmesterskabet i skak i Hjørring og i 1972 vandt han DM i Esbjerg.
Svend Hamann spillede for Danmark ved skakolympiaden flere gange:
- I 1968 på tredje bræt i Lugano (+5, =8, -2),
- I 1972 på første bræt i Skopje (+4, =9, -6),
- I 1978 på første bræt i Buenos Aires (+3, =7, -2).